# E=MC² (머라이어 캐리의 음반)
《E=MC²》는 미국의 싱어송라이터 머라이어 캐리의 열한 번째 정규 앨범으로, 2008년 4월 4일 아일랜드 레코드, 데프 잼 레코딩스, 아일랜드 데프 잼 뮤직 그룹을 통해 발매되었다. 캐리는 2006년 Adventures of Mimi 투어 중과 이후에 앨범의 대부분을 작사·작곡한 뒤, 2007년 앵귈라에서 본격적으로 녹음 작업에 착수했다. 이번 앨범에는 저메인 듀프리, 브라이언마이클 콕스, 스타게이트, 더-드림, 트리키 스튜어트, 스콧 스토치, 데인자 등 다양한 작곡가 및 프로듀서들이 참여했다.
이 앨범은 캐리의 이전 결혼 생활과 개인적·직업적인 좌절에서 해방된 모습을 주제로 내세우며, 아티스트의 보다 개인적인 면모를 드러냈다. 《E=MC²》는 2005년에 발표된 열 번째 정규 앨범 《The Emancipation of Mimi》의 연장선이자 제2막으로 기획되었다. 특유의 팝과 알앤비 발라드 성향을 유지하면서도, 댄스 지향적이고 경쾌한 스타일을 폭넓게 수용했다. 캐리는 이번 앨범에서 티페인, 데이미언 말리, 영 지지와 협업했으며, 레게와 같은 기존에 시도하지 않았던 장르를 수록하고, 가스펠 스타일의 곡을 계속해서 녹음하며 음악적 스펙트럼을 넓혔다.
《E=MC²》는 대체로 음악 평단의 호평을 받았다. 평론가들은 앨범이 다양한 장르적 요소와 개성 있는 음악적·프로덕션 스타일을 보여준다고 평가했다. 다만 일부는 전작 《The Emancipation of Mimi》와 지나치게 유사하다고 지적하기도 했다. 이 앨범은 발매 첫 주 미국 《빌보드》 200에서 46만 3,000장의 판매고로 1위로 데뷔했으며, 캐리의 커리어 사상 가장 높은 첫 주 판매량을 기록했다. 캐나다에서도 1위로 진입했고, 오스트레일리아, 스위스, 영국 등 여러 국가에서 상위 5위권에 이름을 올렸다. 전 세계적으로는 250만 장 이상의 판매고를 올렸다.
앨범 홍보를 위해 총 네 개의 싱글이 발매되었다. 리드 싱글 〈Touch My Body〉는 《빌보드》 핫 100에서 1위에 오르며 캐리의 통산 18번째 1위곡이 되었다. 이로써 그녀는 미국 역사상 솔로 아티스트 최다 1위 기록을 보유한 엘비스 프레슬리와 동률을 이루었으며, 이후 이 기록을 넘어섰다. 또한 이 곡은 캐리에게 《빌보드》 핫 100에서 통산 79주간 1위를 기록하게 했고, 이 역시 프레슬리와 공동 기록이었다. 이 곡은 이탈리아, 일본, 뉴질랜드, 스위스, 영국 등에서 상위 5위권에 들며 세계적인 성과를 거두었다. 두 번째 싱글 〈Bye Bye〉는 평단의 극찬과 상업적 성공을 기대받았으나, 《빌보드》 핫 100에서 19위에 그쳤고 해외 성적도 미미했다. 세 번째 싱글 〈I'll Be Lovin' U Long Time〉은 주요 시장에서 뚜렷한 성과를 내지 못했다. 네 번째이자 마지막 싱글 〈I Stay in Love〉는 Dance Club Songs 차트에서 1위를 차지하며, 캐리에게 이 차트 통산 14번째 정상곡을 안겼다.

## 곡 목록
| #            | 제목                                 | 작사                                                            | 작곡                                                            | 편곡                                 | 재생 시간 |
| ------------ | ------------------------------------ | --------------------------------------------------------------- | --------------------------------------------------------------- | ------------------------------------ | --------- |
| 1.           | 〈Migrate〉 (ft. 티페인)             | 머라이어 캐리 데인자 더 클러치 티페인                           | 머라이어 캐리 데인자 더 클러치 티페인                           | 머라이어 캐리 데인자                 | 4:17      |
| 2.           | 〈Touch My Body〉                    | 머라이어 캐리 크리스탈 존슨 더 드림 트리키 스튜어트             | 머라이어 캐리 크리스탈 존슨 더 드림 트리키 스튜어트             | 머라이어 캐리 트리키 스튜어트        | 3:24      |
| 3.           | 〈Cruise Control〉 (ft. 데미언 말리) | 머라이어 캐리 존타 오스틴 저메인 듀프리 데미언 말리 매뉴엘 씰   | 머라이어 캐리 존타 오스틴 저메인 듀프리 데미언 말리 매뉴엘 씰   | 머라이어 캐리 저메인 듀프리          | 3:32      |
| 4.           | 〈I Stay In Love〉                   | 머라이어 캐리 브라이언 마이클 콕스 아도니스 슈롭셔              | 머라이어 캐리 브라이언 마이클 콕스 아도니스 슈롭셔              | 머라이어 캐리 브라이언 마이클 콕스   | 3:32      |
| 5.           | 〈Side Effects〉 (ft. 영 지지)       | 머라이어 캐리 영 지지 크리스탈 존슨 스콧 스토치                 | 머라이어 캐리 영 지지 크리스탈 존슨 스콧 스토치                 | 머라이어 캐리 스콧 스토치            | 4:22      |
| 6.           | 〈I'm That Chick〉                   | 머라이어 캐리 존타 어스틴 스타게이트 로드 템퍼턴                | 머라이어 캐리 존타 어스틴 스타게이트 로드 템퍼턴                | 머라이어 캐리 스타게이트             | 3:31      |
| 7.           | 〈Love Story〉                       | 머라이어 캐리 존타 오스틴 저메인 듀프리 매뉴엘 씰               | 머라이어 캐리 존타 오스틴 저메인 듀프리 매뉴엘 씰               | 머라이어 캐리 저메인 듀프리          | 3:56      |
| 8.           | 〈I'll Be Lovin' U Long Time〉       | 머라이어 캐리 디제이 톰프 크리스탈 존슨 마크 드바게 버니 드바게 | 머라이어 캐리 디제이 톰프 크리스탈 존슨 마크 드바게 버니 드바게 | 머라이어 캐리 디제이 톰프            | 3:01      |
| 9.           | 〈Last Kiss〉                        | 머라이어 캐리 존타 오스틴 저메인 듀프리 매뉴엘 씰               | 머라이어 캐리 존타 오스틴 저메인 듀프리 매뉴엘 씰               | 머라이어 캐리 저메인 듀프리          | 3:36      |
| 10.          | 〈Thanx 4 Nothin'〉                  | 머라이어 캐리 저메인 듀프리 매뉴엘 씰                           | 머라이어 캐리 저메인 듀프리 매뉴엘 씰                           | 머라이어 캐리 저메인 듀프리          | 3:05      |
| 11.          | 〈O.O.C.〉                           | 머라이어 캐리 스위즈 비츠 다 브랫                               | 머라이어 캐리 스위즈 비츠 다 브랫                               | 머라이어 캐리 스위즈 비츠            | 3:26      |
| 12.          | 〈For The Record〉                   | 머라이어 캐리 브라이언 마이클 콕스 아도니스 슈롭셔              | 머라이어 캐리 브라이언 마이클 콕스 아도니스 슈롭셔              | 머라이어 캐리 브라이언 마이클 콕스   | 3:26      |
| 13.          | 〈Bye Bye〉                          | 머라이어 캐리 존타 어스틴 스타게이트                            | 머라이어 캐리 존타 어스틴 스타게이트                            | 머라이어 캐리 존타 어스틴 스타게이트 | 4:27      |
| 14.          | 〈I Wish You Well〉                  | 머라이어 캐리 제임스 포이서 메리 앤 테이텀                      | 머라이어 캐리 제임스 포이서 메리 앤 테이텀                      | 머라이어 캐리 제임스 포이서          | 4:35      |
| 총 재생 시간 | 총 재생 시간                         | 총 재생 시간                                                    | 총 재생 시간                                                    | 총 재생 시간                         | 52:14     |

## 차트

### 주간 차트
| 차트                    | 최고순위 |
| ----------------------- | -------- |
| 미국 (빌보드 200)       | 1        |
| 일본 (오리콘 앨범 차트) | 7        |

### 연간 차트
| 차트              | 최고순위 |
| ----------------- | -------- |
| 미국 (빌보드 200) | 22       |